# Pärnu-Jaagupi
Pärnu-Jaagupi (Duits: Sankt Jakobi) is een plaats in Estland, behorend tot de gemeente Põhja-Pärnumaa in de provincie Pärnumaa. Pärnu-Jaagupi heeft de status van kleine stad (Estisch: alev). Pärnu-Jaagupi is samen met Vändra de gedeelde hoofdplaats van de gemeente.
Tot in oktober 2017 was Pärnu-Jaagupi de hoofdplaats van de gemeente Halinga. Voor die tijd, tot 1996, was Pärnu-Jaagupi als alevvald een afzonderlijke gemeente. Halinga ging in oktober 2017 op in de fusiegemeente Põhja-Pärnumaa.
Pärnu-Jaagupi ligt aan de Põhimaantee 4, de hoofdweg van Tallinn via Pärnu naar de grens met Letland.

## Bevolking
Pärnu-Jaagupi had 1195 inwoners op 31 december 2011 en 1140 inwoners op 31 december 2021.

## Geschiedenis
Pärnu-Jaagupi is ontstaan uit twee kernen, die in 1945 zijn samengevoegd. De oudste was Uduvere (Duits: Udafer). Het dorp lag op het terrein van een landgoed dat deel uitmaakte van een groter landgoed, in dit geval Enge. Rond 1500 werd het dorp voor het eerst genoemd onder de naam Udrover.
Pärnu-Jaagupi zelf is jonger. Het dorp ontstond op het eind van de 19e eeuw in de nabijheid van de lutherse kerk. In 1922 kreeg de nederzetting de status van vlek (Estisch: alevik) en in 1945 die van kleine stad (alev). Tot 1934 heette de plaats Pärnu-Jakobi, daarna Pärnu-Jaagupi. De naam van de naburige stad Pärnu werd toegevoegd ter onderscheid van Viru-Jaagupi. 
De kerk van Pärnu-Jaagupi, oorspronkelijk katholiek en nu luthers en gewijd aan Jakobus de Meerdere, werd voor het eerst genoemd in 1325. De huidige kerk is gebouwd in de jaren 1531-1534. De altaarschildering is van de hand van Ants Laikmaa en is geschilderd in 1900-1901. De kansel is gemaakt in 1660 en het orgel dateert uit 1895. De kerk wordt ook gebruikt als concertzaal.

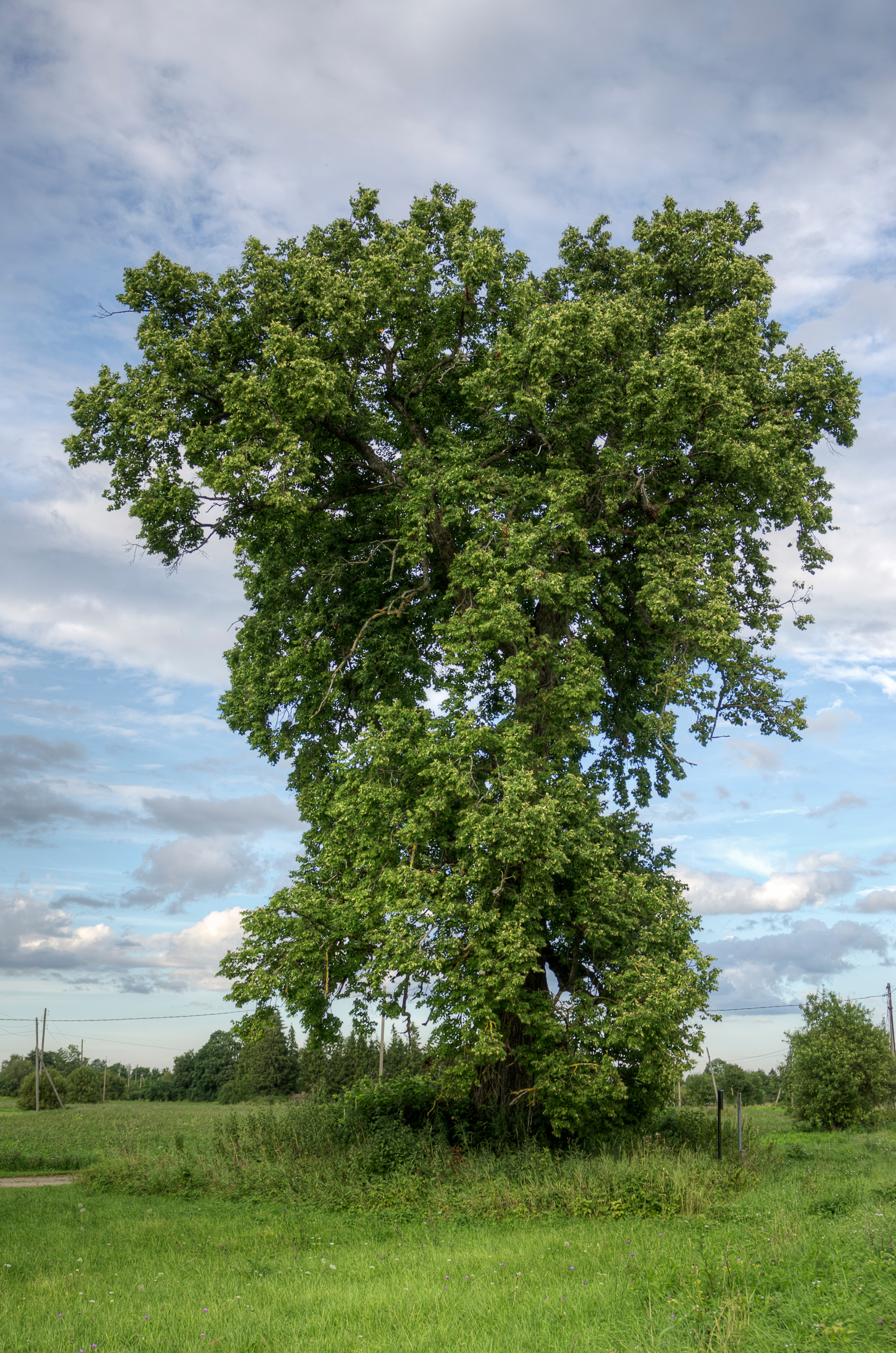
De linde van Uduvere

In het vroegere Uduvere staat een orthodoxe kerk, die eveneens gewijd is aan Jakobus de Meerdere, de Uduvere Apostel Jakobi kirik. Het kerkgebouw behoort toe aan de Estische Apostolisch-Orthodoxe Kerk. De kerk is gebouwd in 1868. In 1941 raakte de kerk door oorlogshandelingen zwaar beschadigd. Het jaar daarop begonnen herstelwerkzaamheden, die pas in 1990 geheel voltooid waren.
Bij zowel de lutherse als de orthodoxe kerk ligt een kerkhof. In Uduvere staat een heilige linde, de Uduvere ohvripärn Riinu, waaraan vroeger offers werden gebracht.